# Савенас, Мантас
Ма́нтас Саве́нас (лит. Mantas Savėnas; 27 августа 1982, Паневежис) — литовский футболист, полузащитник. Выступал в национальной сборной Литвы.

## Карьера

### Клубная
В течение 10 сезонов играл за клуб «Экранас» из Паневежиса, сыграл во всех турнирах 300 матчей и забил 108 голов (из них — 245 матчей и 94 гола в чемпионате Литвы). Был капитаном команды. С 2008 года играл в российском первом дивизионе за новотроицкую «Носту». В июле 2009 года перешёл в «Сибирь». В конце 2010 года был выставлен «Сибирью» на трансфер. В июле 2011 года выставлен «Газовиком» на продажу. С лета 2012 года выступает за казахстанский клуб «Сункар».

### В сборной
Играл за молодёжную сборную Литвы. В 2003 году дебютировал в главной сборной. В июне 2008 года забил гол за сборную своей страны в матче против сборной России (1:4).

## Достижения

### Командные
- Чемпион Литвы: 2005

### Личные
- Лучший бомбардир чемпионата Литвы: 2005
- Лучший футболист чемпионата Литвы: 2005
- Лучший бомбардир молодёжного первенства Российской Премьер-Лиги: 2010

## Голы за сборную
| №  | Дата           | Место      | Соперник     | Счёт | Результат | Турнир                                             |
| -- | -------------- | ---------- | ------------ | ---- | --------- | -------------------------------------------------- |
| 1. | 1 марта 2006   | Тирана     | Флаг Албании | 1:1  | 2:1       | Товарищеский матч                                  |
| 2. | 17 ноября 2007 | Каунас     | Флаг Украины | 1:0  | 2:0       | Чемпионат Европы по футболу 2008 (отборочные игры) |
| 3. | 4 июня 2008    | Бургхаузен | Флаг России  | 1:0  | 1:4       | Товарищеский матч                                  |
| 4. | 19 ноября 2008 | Таллин     | Флаг Молдовы | 1:1  | 1:1       | Товарищеский матч                                  |